# Halophile ovale
Halophila ovalis
Espèce
Classification phylogénétique
Statut de conservation UICN

 LC  : Préoccupation mineure
L'Halophile ovale (Halophila ovalis) est une espèce de plante marine de la famille des Hydrocharitaceae. Elle vit dans le Pacifique et de Madagascar à la Mer Rouge.

## Synonyme
- Caulinia ovalis R.Br.
- Kernera ovalis (R.Br.) Schult. & Schult.f.